# Zakon očuvanja energije
Zakon očuvanja energije je fizikalni zakon prema kojemu je u zatvorenom sustavu zbroj svih oblika energije (mehaničke, toplinske, električne, magneske i tako dalje) konstantan. Drugim riječima, u zatvorenom sustavu jedan oblik energije može prelaziti u druge oblike, a da se pri tom energija niti stvara niti poništava. 
Poznato je iz života da sila vjetra i vode nije jedini izvor mehaničke energije. Energija je također nagomilana u gorivu, ugljenu, benzinu i ulju koji izgaranjem pretvaraju takozvanu kemijsku energiju u toplinsku, a pomoću topline, na primjer parni stroj, vrši mehanički rad. Dakle, u parnom stroju se toplinska energija pretvara u mehanički rad. U prirodi imamo mnogo primjera gdje se toplinska energija pretvara u rad. Na primjer toplinska energija Sunca (Sunčeva svjetlost) zagrijava vodu mora i jezera koja se isparuje, pa se u obliku vodene pare diže uvis. U visinama se vodena para ohlađuje (kondenzacija), pretvara u vodu i pada kao kiša na Zemlju. Na taj se način stvaraju planinska jezera. Zbog svojeg višeg položaja ta jezera imaju potencijalnu energiju koju možemo strujanjem vode kroz cijevi, odnosno strujanjem rijeka, pretvoriti u kinetičku energiju, što koristimo kod hidroelektrana. Energija vodenih slapova ima, dakle, svoj izvor u Sunčevoj energiji. Isto tako kao što toplinsku energiju možemo pretvoriti u rad, možemo i rad pretvoriti u toplinu. Pri turpijanju, blanjanju i piljenju vršimo rad, ali se ujedno i alati zagrijavaju. Znači da se rad pri tom djelomično pretvara u toplinu. Otvaranjem brane voda struji i dobiva brzinu i, prema tome, kinetičku energiju koja tjera vodnu turbinu hidroelektrane. Turbina služi za pogon generatora koji proizvodi električnu energiju. Ovu električnu energiju možemo dalje pretvoriti u mehanički rad pomuću strojeva u radionicama ili je upotrijebiti za električnu rasvjetu, to jest pretvoriti je u svjetlosnu energiju.
Prema teoriji relativnosti, svakoj masi m pripada energija:
{\displaystyle E=m\cdot c^{2}}
gdje je c brzina svjetlosti. Zbog toga u opći zakon očuvanja energije treba uključiti i masu kao oblik energije. Zakon očuvanja energije do sada je potvrđen u svim ispitanim prirodnim pojavama, iako je postavljen aksiomatski.
Zakon (ponegdje princip) očuvanja kemijske energije, Hessov zakon, tvrdi kako je promjena entalpije kemijske reakcije konstantna, neovisno o smjeru reakcije.

## Uporaba u mehanici
U mehanici se ukupna energija sustava zapisuje kao:
{\displaystyle E=T+V,\ }
gdje su :
{\displaystyle \,T=\!{\frac {1}{2}}\!\cdot \sum _{i}m_{i}\cdot v_{i}^{2},}
{\displaystyle \,(1)V=\!\sum _{i}m_{i}\cdot g\cdot h_{i},}
{\displaystyle (2)V={\frac {1}{2}}\cdot \sum _{k}^{N}q_{k}\cdot \Phi (\mathbf {r} _{k}),}
gdje je T - zbroj kinetičkih energija svih tijela unutar sustava, a V - potencijalna energija istog sustava, s tim što jednadžba (1) predstavlja potencijalnu energiju tijela unutar gravitacijskog polja, a (2) potencijalnu energiju sustava (u zavisnosti od fizičkog polja u kojem se sustav nalazi koristimo odgovarajuće formule).
Iz zakona očuvanja energije slijedi da je energija E, predstavljena kao funkcija vremena E(t), uvijek konstantna.
Aksiom današnje fizike glasi: 
"Energija zatvorenog sustava ne može nestati niti ni iz čega nastati, energija može samo prelaziti iz jednog oblika u drugi, i ona je konstantna."